# Железнодорожный мост в Аржантёе (Моне, 1874)
«Железнодорожный мост в Аржантёе» (фр. Le Pont du chemin de fer à Argenteuil) — картина французского художника-импрессиониста Клода Моне, созданная в 1874 году. Является одной из пяти его работ, написанных в Аржентёе, с видами железнодорожного моста через Сену.
Кроме этой картины этот мост был изображён на ещё четырёх работах Моне:
- «Железнодорожный мост в Аржантёе» (Le Pont du chemin de fer, Argenteuil, 1873) — частная коллекция;
- «Железнодорожный мост в Аржантёе» (Le Pont du chemin de fer, Argenteuil, 1874) — Художественный музей Филадельфии, США[1];
- «Железнодорожный мост в Аржантёе» (Le Pont de chemin de fer à Argenteuil, 1874) — Музей Мармоттан-Моне;
- «Набережная с железнодорожным мостом, Аржантёй» (La Promenade avec le Pont de chemin de fer, Argenteuil, 1874) — Сент-Луисский художественный музей.

## Ссылка
- Картина на сайте музея Орсе